# Никитское (Раменский район)
Ники́тское — село в Раменском муниципальном районе Московской области. Входит в состав сельского поселения Ульянинское. Население — 1197 чел. (2010).

## Название
В писцовой книге 1577 года упоминается как Никитцкое и Микитское, позднее Никитское.

## География
Село Никитское расположено в южной части Раменского района, примерно в 31 км к югу от города Раменское. Высота над уровнем моря 133 м. В 4 км к северу от селу протекает река Ольховка. В селе 12 улиц — 4-я, Берёзовая, Больничная, Вторая, Зелёная, Лесная, Новая, Первая, Полевая, Речная, Садовая, Третья; приписано 2 СНТ. Ближайший населённый пункт — деревня Новомайково.

## История

Руины усадебного дома в Никитском

В XVIII веке была создана усадьба генерала Н. И. Рославлева, включавшая главный дом с фронтоном в 6 коринфских колонн, служебные постройки и парк с прудами. В 1926 году село являлось центром Никитского сельсовета Чаплыженской волости Бронницкого уезда Московской губернии.
С 1929 года — населённый пункт в составе Бронницкого района Коломенского округа Московской области. 3 июня 1959 года Бронницкий район был упразднён, село передано в Люберецкий район. С 1960 года в составе Раменского района.
До 2002 года село входило в состав Никитского сельского округа Раменского района, а с 2002 и до муниципальной реформы 2006 года — в состав Ульянинского сельского округа.

## Население
| 1926 | 2002  | 2010  |
| ---- | ----- | ----- |
| 403  | ↗1211 | ↘1197 |

В 1926 году в селе проживало 403 человека (181 мужчина, 222 женщины), насчитывалось 78 хозяйств, из которых 76 было крестьянских. По переписи 2002 года — 1211 человек (536 мужчин, 675 женщин).